# メガトン打線
メガトン打線（メガトンだせん）は、1960年代中盤の大洋ホエールズの打線の愛称である。

## 概要
1960年の優勝以来、大洋は長距離打者の桑田武を軸に、長打の打てる選手を補強するなど打線の大型化に努めた。その成果が出た1964年はチーム打率が1位（.255）、本塁打（134）、得点（556）が2位と打線が好調で、その長打力から「メガトン打線」の愛称が付いた。桑田とマイケル・クレスニックに三遊間を組ませ、捕手も土井淳に替えて強打の伊藤勲を起用。打撃の良い近藤和彦を2番に据え、小技に長けた近藤昭仁をあえて下位に回すなど、1番から積極的に打って出る布陣を敷いた。チーム打率はリーグ1位ながら3割打者は1人もおらず、一方で2桁本塁打を記録した打者は5人を数えた。チームはリーグ優勝まであと一歩と迫ったが、惜しくも1ゲーム差で阪神タイガースに競り負けた。

## 布陣

### 1964年
| 打順 | 守備 | 選手                   | 打席 | 打率 | 本塁打 | 打点 | 盗塁 | 出塁率 | 長打率 | OPS  | 備考               |
| ---- | ---- | ---------------------- | ---- | ---- | ------ | ---- | ---- | ------ | ------ | ---- | ------------------ |
| 1    | 中   | 重松省三               | 右   | .296 | 15     | 50   | 8    | .322   | .440   | .762 | ベストナイン（外） |
| 2    | 一   | 近藤和彦               | 左   | .273 | 7      | 35   | 7    | .355   | .371   | .726 | ベストナイン（外） |
| 3    | 三   | マイケル・クレスニック | 右   | .266 | 36     | 89   | 1    | .325   | .513   | .838 |                    |
| 4    | 遊   | 桑田武                 | 右   | .299 | 27     | 96   | 5    | .357   | .508   | .866 |                    |
| 5    | 左   | 長田幸雄               | 左   | .297 | 6      | 45   | 5    | .355   | .412   | .767 |                    |
| 6    | 右   | 森徹                   | 右   | .255 | 15     | 54   | 4    | .292   | .434   | .726 | 7年連続二桁本塁打  |
| 7    | 二   | 近藤昭仁               | 右   | .266 | 4      | 28   | 20   | .295   | .337   | .633 | 犠打リーグ1位      |
| 8    | 捕   | 伊藤勲                 | 右   | .217 | 13     | 51   | 1    | .277   | .350   | .627 |                    |

近藤和彦は一塁と外野を掛け持ちしており、ベストナインは外野手として選出された（守備試合数は一塁の方が多い）。
内野の控えにはフランシス・アグウィリー、島田幸雄、松原誠。外野の控えには黒木基康とアグウィリーがそれぞれ起用されていた。
代打の切り札は不振の麻生実男と箱田淳に代わり、金光秀憲が務めている。
翌1965年は5番打者に定着した黒木が25本塁打を放つなど、チーム本塁打136本でリーグ1位を記録し、「メガトン打線」の愛称通りの長打力を発揮したが、1966年以降は森、黒木、桑田らの国産大砲が相次いで退団し、中距離打者の松原誠を中心とした打線へ再編成されたことから、「メガトン打線」の愛称も消滅していく。